# MGM-166 LOSAT
LOSAT ([loʊsæt] чит. «Ло́усат», акр. Line-of-Sight Anti-Tank, с англ. «противотанковая [ракета, летящая по] линии визирования», войсковой индекс — MGM-166) — американский самоходный противотанковый ракетный комплекс с гиперзвуковыми противотанковыми управляемыми ракетами с лазерным наведением и кинетическим поражающим элементом.
Обеспечивал поражение бронетехники любого класса бронезащиты. Был разработан в конце 1980-х годов компанией Lockheed Missiles and Space Co. в Саннивейле, штат Калифорния (позже Lockheed Martin Vought Systems в Далласе, штат Техас), по заказу Армии США на основе уже имеющихся наработок по созданию аналогичного комплекса вооружения авиационного базирования. Разработка велась параллельно с аналогичным проектом компании Vought. Проект в итоге был свёрнут в целях экономии бюджетных средств.

## История
Средства обеспечения подвижности

### Разработка
| Эволюционное древо семейства кинетического оружия Lockheed и Vought \| Lockheed HVM \| Lockheed HVM \| Lockheed HVM \| Lockheed HVM \| Lockheed HVM \| Lockheed HVM \| \| \| \| \| Vought HVM \| Vought HVM \| Vought HVM \| Vought HVM \| Vought HVM \| Vought HVM \| \| \| \| \| \| \| \| \| \| \| \| \| \| Lockheed HVM \| Lockheed HVM \| Lockheed HVM \| Lockheed HVM \| Lockheed HVM \| Lockheed HVM \| \| \| \| \| Vought HVM \| Vought HVM \| Vought HVM \| Vought HVM \| Vought HVM \| Vought HVM \| \| \| \| \| \| \| \| \| \| \| \| \| \| \| \| \| \| \| \| KEM \| KEM \| KEM \| KEM \| KEM \| KEM \| \| \| CAT/FCS \| CAT/FCS \| CAT/FCS \| CAT/FCS \| CAT/FCS \| CAT/FCS \| \| \| \| \| \| \| \| \| \| \| \| \| \| \| \| KEM \| KEM \| KEM \| KEM \| KEM \| KEM \| \| \| CAT/FCS \| CAT/FCS \| CAT/FCS \| CAT/FCS \| CAT/FCS \| CAT/FCS \| \| \| \| \| \| \| \| \| \| \| \| \| \| \| \| \| \| \| \| \| \| \| \| \| \| \| \| \| \| \| \| \| \| \| \| \| \| \| \| \| \| \| LOSAT \| LOSAT \| LOSAT \| LOSAT \| LOSAT \| LOSAT \| \| \| ADKEM \| ADKEM \| ADKEM \| ADKEM \| ADKEM \| ADKEM \| \| \| \| \| \| \| \| \| \| \| \| \| \| \| \| LOSAT \| LOSAT \| LOSAT \| LOSAT \| LOSAT \| LOSAT \| \| \| ADKEM \| ADKEM \| ADKEM \| ADKEM \| ADKEM \| ADKEM \| \| \| \| \| \| \| \| \| \| \| \| \| \| \| \| CKEM \| \| \| \| \| \| \| \| \| \| \| \| \| \| \| \| \| \| \| \| \| \| \| \| |              |              |              |              |              |       |       |       |       |            |            |            |            |            |            |         |         |         |         |  |  |  |  |  |  |  |  |
| Lockheed HVM | Lockheed HVM | Lockheed HVM | Lockheed HVM | Lockheed HVM | Lockheed HVM |       |       |       |       | Vought HVM | Vought HVM | Vought HVM | Vought HVM | Vought HVM | Vought HVM |         |         |         |         |  |  |  |  |  |  |  |  |
| Lockheed HVM | Lockheed HVM | Lockheed HVM | Lockheed HVM | Lockheed HVM | Lockheed HVM |       |       |       |       | Vought HVM | Vought HVM | Vought HVM | Vought HVM | Vought HVM | Vought HVM |         |         |         |         |  |  |  |  |  |  |  |  |
| |              |              |              |              |              | KEM   | KEM   | KEM   | KEM   | KEM        | KEM        |            |            | CAT/FCS    | CAT/FCS    | CAT/FCS | CAT/FCS | CAT/FCS | CAT/FCS |  |  |  |  |  |  |  |  |
| |              |              |              |              |              | KEM   | KEM   | KEM   | KEM   | KEM        | KEM        |            |            | CAT/FCS    | CAT/FCS    | CAT/FCS | CAT/FCS | CAT/FCS | CAT/FCS |  |  |  |  |  |  |  |  |
| |              |              |              |              |              |       |       |       |       |            |            |            |            |            |            |         |         |         |         |  |  |  |  |  |  |  |  |
| |              |              |              | LOSAT        | LOSAT        | LOSAT | LOSAT | LOSAT | LOSAT |            |            | ADKEM      | ADKEM      | ADKEM      | ADKEM      | ADKEM   | ADKEM   |         |         |  |  |  |  |  |  |  |  |
| |              |              |              | LOSAT        | LOSAT        | LOSAT | LOSAT | LOSAT | LOSAT |            |            | ADKEM      | ADKEM      | ADKEM      | ADKEM      | ADKEM   | ADKEM   |         |         |  |  |  |  |  |  |  |  |
| |              |              |              | CKEM         |              |       |       |       |       |            |            |            |            |            |            |         |         |         |         |  |  |  |  |  |  |  |  |

В 1988 году, в рамках программы AAWS-H, Управление ракетных войск Армии США заключило контракт с Lockheed на проведение опытно-конструкторских работ по доработке уже имеющегося у них задела под сухопутный вариант, адаптированный для запуска с сухопутного средства-носителя в качестве тяжёлого противотанкового ракетного комплекса (на шасси семейства бронетехники BFV и AGS).

### Испытания
Испытания ракет начались в июне 1990 года, но в связи с распадом СССР и новым курсом политики администрации Президента США Дж. Буша-старшего, направленной на сокращение расходов на НИОКР военной тематики, в 1992 году программа была ограничена до статуса программы разработки опытных образцов для демонстрации технических возможностей такого рода оружия (Technology Demonstration). По подсчётам органов бюджетного контроля, благодаря этой мере экономия казённых средств достигала $900 млн (вместе с «Лоусат» были закрыты окончательно множество других перспективных программ и проектов). В августе 1996 года состоялись опытные пуски ракет с новой платформы, — в качестве средства-носителя для ракет к тому времени вместо бронетехники типа AGS и M2 Bradley была определена машина повышенной проходимости «Хамви» с пусковой установкой, на которой размещались четыре ракеты в контейнерах. Несмотря на успешные испытания, в том же году Министерство обороны США рекомендовало Департаменту армии вообще прекратить финансирование программы. Армейское командование сумело возобновить программу в ноябре 1997 года в статусе программы демонстрации технических возможностей перспективной технологии (Advanced Concept Technology Demonstration). «Лоусат» стал одним из 14 полуфиналистов среди 75 других перспективных проектов вооружения, под которые было предложено финансирование, а в финале стал проектом номер один из двух наиболее перспективных, — это был большой успех после нескольких лет работы на самофинансировании. 10 апреля 1998 года был заключен очередной контракт сроком на семь лет на сумму $184 млн с Lockheed Martin, в состав которой к тому времени уже вошло конкурировавшее ранее подразделение Loral Vought, с перспективой доплаты $30 млн сверх оговоренной суммы. Пять лет отводилось на опытно-конструкторские работы и заводские испытания, два года на армейские испытания и доводку комплекса. Экспериментальным подразделением для последующих испытаний комплекса была определена 82-я воздушно-десантная дивизия в Форт-Брэгг, штат Северная Каролина, которой до апреля 2003 года предполагалось поставить 12 самоходных ПТРК и 144 ракеты к ним для испытаний, которые должны были продлиться до 2005 года. С 1998 года велась работа над созданием уменьшенных в размере ракет (с 2,7 до 1,8 метра) при повышении скорости их полёта до 2200 м/сек. В 2002 году комплекс получил общевойсковой индекс MGM-166A. Календарный план работы, принятый в 1998 году предусматривал проведение демонстрации боевых возможностей комплекса:
- развёртывание подразделений на огневых позициях в Форт-Брэгг в июне 2002 года,
- стрельбы по танкам-мишеням на ракетном испытательном полигоне Уайт-Сэндз, штат Нью-Мексико, в сентябре 2002 года,
- военные учения с условным противником, с имитацией пуска ракет, в Форт-Ирвайн, штат Калифорния, в июне 2003 года.

| № п.п. | Дата            | Цель в условиях видимости, на расстоянии (метров)          | Цель в условиях видимости, на расстоянии (метров) | Цель в условиях видимости, на расстоянии (метров) | Видео | Результат       |
| ------ | --------------- | ---------------------------------------------------------- | ------------------------------------------------- | ------------------------------------------------- | ----- | --------------- |
|        | 16 декабря 1995 | неподвижный танк Т-72                                      | днём                                              | н/д                                               | видео | цель уничтожена |
| EDF-1  | 10 июня 2003    | неподвижный танк M60                                       | днём                                              | 3850                                              | видео | цель уничтожена |
| EDF-2  | 17 июля 2003    | фортификационное сооружение                                | днём                                              | 800                                               | видео | цель уничтожена |
| DT-1   | 7 августа 2003  | движущийся танк M60                                        | днём                                              | 750                                               | видео | цель уничтожена |
| DT-7   | 7 августа 2003  | движущийся танк M60                                        | ночью                                             | 4270                                              | видео | цель уничтожена |
| DT-13  | 20 октября 2003 | неподвижная БМП-1                                          | днём                                              | 720                                               | видео | цель уничтожена |
| DT-6   | 7 ноября 2003   | неподвижный танк M60                                       | ночью                                             | 720                                               | видео | цель уничтожена |
| DT-9   | 4 декабря 2003  | движущийся танк M60                                        | ночью                                             | 800                                               | видео | цель уничтожена |
| DT-5   | 18 декабря 2003 | движущийся танк M60                                        | ночью                                             | 2400                                              | видео | цель уничтожена |
| DT-2   | 8 января 2004   | движущийся танк M60                                        | днём                                              | 2400                                              | видео | цель уничтожена |
| DT-10  | 8 января 2004   | движущийся танк M60                                        | днём                                              | 2400                                              | видео | цель уничтожена |
| DT-12  | 8 января 2004   | движущийся танк M60                                        | сумерки                                           | 2400                                              | видео | цель уничтожена |
| DT-15  | 22 января 2004  | движущиеся танки M60 (последовательный обстрел двух целей) | ночью                                             | 2400                                              | видео | цель уничтожена |
| DT-16  | 22 января 2004  | движущиеся танки M60 (последовательный обстрел двух целей) | ночью                                             | 2400                                              | видео | цель уничтожена |
| DT-LF  | 3 февраля 2004  | неподвижный танк M60                                       | облачно                                           | 2400                                              | видео | цель уничтожена |
| DT-14  | 3 февраля 2004  | движущийся поперёк на максимальной скорости танк M60       | ночью                                             | 750                                               | видео | цель уничтожена |
| DT-17  | 26 февраля 2004 | заглубленный бункер                                        | днём                                              | 700                                               | видео | цель уничтожена |
| DT-11  | 26 февраля 2004 | неподвижный танк M60                                       | ночью                                             | 3850                                              | видео | цель уничтожена |
| DT-18  | 9 марта 2004    | движущийся наискось на максимальной скорости танк M60      | днём                                              | 700                                               | видео | цель уничтожена |

В августе 2002 года Lockheed Martin получила первый серийный заказ на поставку армейским заказчикам партии в 108 ракет MGM-166A. В 2003 году в экспериментальном порядке была создана первая военная часть, оснащённая ПТРК «Лоусат» (в количестве 12 машин). В марте 2004 года завершилась программа испытаний и последовал заказ ещё 435 ракет, но Департамент армии свернул программу летом 2004 года, до начала поставок комплекса в войска.

### Дальнейшее развитие
Набор технических решений, реализованный в системе «Лоусат», в уменьшенном виде был позже воплощён в ракетах CKEM, разработка которых стартовала в 1990-е годы.

## Задействованные структуры
В работе над комплексом участвовали следующие коммерческие структуры:
Генподрядчик
- Комплекс в целом — LTV Aerospace and Defense Co. → Lockheed Martin Corp.,

- Lockheed, Лос-Анджелес, Калифорния;
- Loral Corp., Сан-Хосе, Калифорния; Норфолк, Виргиния;
- Loral Vought Systems, Орландо, Флорида; Кембридж, Массачусетс; Даллас, Техас; Белвью, Вашингтон;
- Loral Space and Range Systems, Саннивейл, Калифорния;
- Loral Systems, Акрон, Огайо;

Субподрядчики
- Системный анализ — Booz Allen Hamilton, Хантсвилл, Алабама; Маклин, Виргиния; DRI, Веро-Бич, Флорида;
- Системный инжиниринг — Science & Engineering Services, Inc. (SESI), Хантсвилл, Алабама;
- Математическое моделирование — General Research Corp., Рисёрч-Парк, Северная Каролина;
- Баллистические вычисления — Coleman Research Corp., Хантсвилл, Алабама;
- Система управления огнём, станция подсветки целей (FLIR) — Texas Instruments, Inc., Даллас, Техас;
- Дневной/ночной оптико-электронный прибор управления огнём — GEC-Marconi Electronic Systems Corp., Атланта, Джорджия;
- Приёмник инфракрасного излучения — Infrared Associates, Inc. → Graseby Infrared, Inc., Орландо, Флорида;
- Криогенное устройство охлаждения приёмника — APD Cryogenics, Inc., Аллентаун, Пенсильвания;
- Программно-аппаратный комплекс — Nichols Research Corp., Хантсвилл, Алабама;
- Программная инженерия — Colsa Corp., Хантсвилл, Алабама;
- Программное обеспечение — Kaman Sciences Corp., Колорадо-Спрингс, Колорадо;
- Модуль памяти — Dense-Pac Microsystems, Inc., Гарден-Гров, Калифорния;
- Ударопрочная электроника, сегнетоэлектрическая оперативная память — Cypress Semiconductor Corp., Сан-Хосе, Калифорния;
- SCSI и интегральные схемы — LSI Logic Systems Corp., Милпитас, Калифорния;
- Ракетный двигатель — Atlantic Research Corp., Камден, Арканзас; Гейнсвилл, Виргиния;
- Ракетное топливо — Hercules, Inc., Рокет-Сити, Западная Виргиния;
- Воспламенитель — Quantic Industries, Inc., Салинас, Калифорния;
- Клапаны — Haigh-Farr, Inc., Вуберн, Массачусетс;
- Эластомерный обтекатель, детали и покрытия — R. E. Darling Co., Inc., Arizona Division, Тусон, Аризона;
- Пьезокерамические изделия — EDO Corp., Солт-Лейк-Сити, Юта;
- Инерциальный механический измерительный блок, датчик-измеритель угловой скорости — Allied Signal, Inc., Чешир, Коннектикут;
- Транспортно-пусковой контейнер — Brunswick Corp., Линкольн, Небраска;
- Источники питания — Eagle-Picher Co., Джоплин, Миссури;
- Приводы пусковой установки — TRW, Inc., Michigan Division, Трой, Мичиган;
- Гусеничная боевая машина — FMC Corp. → United Defense LP, Сан-Хосе, Калифорния;
- Колёсная боевая машина — LTV Aerospace and Defense Co., AM General Division, Саут-Бенд, Индиана;
- Радиотелеметрическая микроволновая регистрирующая аппаратура — Aydin Corp., Vector Division, Ньютон, Пенсильвания;
- Телеметрические микродатчики — Microcom Corp., Уорминстер, Пенсильвания;
- Калибровка измерительных приборов — Cortez III Service Corp., Аламогордо, Нью-Мексико;

## Устройство
Комплекс управляемого вооружения включал в себя следующие составные элементы:

### Боевая машина
Колёсная боевая машина с четырьмя ракетами в контейнере с откидной крышкой и станцией подсветки целей на крыше и гусеничная боевая машина с двенадцатью ракетами в двух контейнерах и станцией подсветки целей посередине между ними.

### Ракета
Ракета представляла собой стабилизируемый вращением снаряд со стержневым металлическим сердечником для поражения бронеобъектов за счёт кинетической энергии. Скорость ракеты в полёте достигала 1500 м/сек.

## Тактико-технические характеристики
Источники информации :
Общие сведения
- Платформа — машины повышенной проходимости типа HMMWV
- Боекомплект — 4 ракеты на пусковой установке + 2 контейнера по 4 ракеты в прицепе (итого 12 ракет)
- Категории поражаемых целей — бронеобъекты любого типа, одиночные и групповые цели

Зона обстрела
- Дальность до цели — 5 км

Аэродинамические характеристики
- Аэродинамическая компоновочная схема — нормальная
- Средняя скорость полёта — 5400 км/ч

Массо-габаритные характеристики
- Длина — 2850 мм
- Диаметр корпуса — 162 мм
- Масса ракеты — 80 кг

Боевая часть
- Тип БЧ — кинетическая стержневая

Двигательная установка
- Тип ДУ — РДТТ